# QAnon

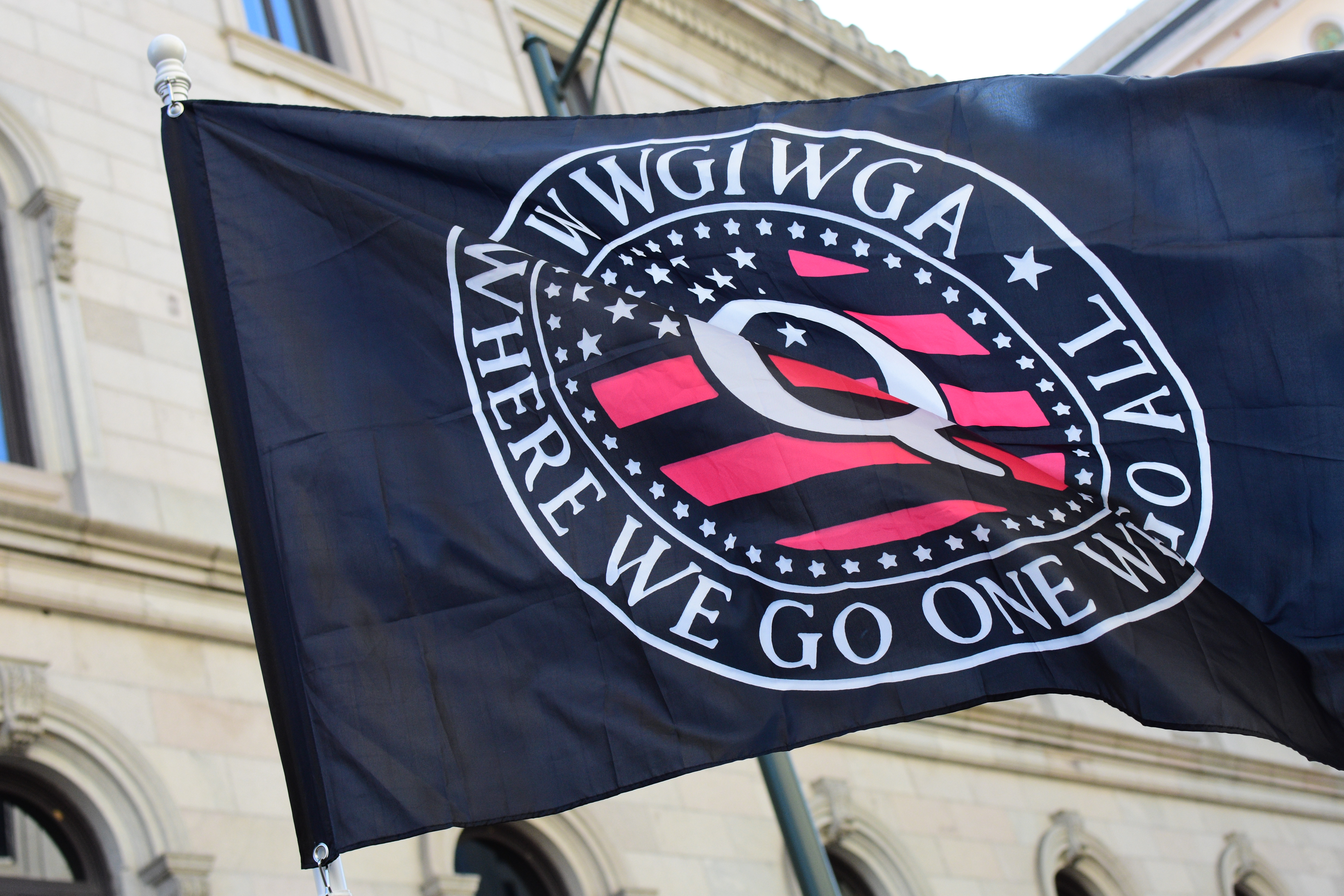
Flaga QAnon użyta w Richmond na zlocie zwolenników prawa do posiadania broni palnej

QAnon (określany również jako Q) – anonimowa osoba lub grupa osób rzekomo mająca dostęp do silnie strzeżonych tajemnic państwowych Stanów Zjednoczonych, która od października 2017 r. poprzez serwisy internetowe pozwalające na anonimowe umieszczanie wiadomości ujawniać ma informacje o rzekomo dziejącej się „za kulisami” niewidzialnej wojnie pomiędzy administracją Donalda Trumpa wspieraną przez Siły Zbrojne Stanów Zjednoczonych a tajemniczą ogólnoświatową rozproszoną grupą przestępczą, jakoby korumpującą i podporządkowującą sobie instytucje państwowe USA oraz innych państw świata.
Według Q administracja Trumpa i wojsko są na etapie powolnego demontażu tej grupy, a upublicznianie przez Q informacji jest częścią planu stopniowego przygotowywania populacji USA i świata na ujawnienie skali korupcji oraz przeprowadzenie w pełni legalnego procesu prawnego ukarania skorumpowanych urzędników i reorganizacji struktur państwowych. Zwolennicy Q plan ten nazywają „The Storm” (z ang. „burza”).
W mediach nazwą QAnon oraz The Storm określa się zbiorczo teorie spiskowe oparte na interpretacji wiadomości pisanych przez Q. Ze względu na pewne podobieństwa przyrównuje się je do teorii spiskowych Pizzagate.
30 maja 2019 roku placówka FBI w Phoenix w swoim biuletynie informacyjnym wskazała QAnon oraz Pizzagate jako teorie spiskowe o charakterze antyrządowym, mające potencjał do motywowania ekstremistów do popełniania przestępstw i aktów przemocy.

## Tożsamość
Prawdziwa tożsamość Q nie jest znana.
W sierpniu 2018 roku dziennikarze stacji NBC postanowili sprawdzić, kim były pierwsze osoby rozgłaszające przekaz Q, zakładając, że w ten sposób dotrą do samego jego autora. Zidentyfikowali trzy osoby, z których jedna, Coleman Rogers, posługujący się pseudonimem Pamphlet Anon, w transmisji wideo na żywo miał rzekomo wstawić na forum 8chan wiadomość jako Q. Podczas innej transmisji Rogers miał omawiać wiadomość od Q, która publicznie nie była jeszcze widoczna.
4 września 2018 roku Jack Posobiec, aktywista polityczny, w specjalnym wydaniu programu telewizyjnego OAN Evening News przeprowadził wywiad z mężczyzną kryjącym się pod pseudonimem „MicroChip”, który twierdził, że wraz ze swoim wspólnikiem stworzyli postać Q. W trakcie wywiadu pokazano zdjęcia z dzienników prywatnych rozmów z komunikatora Discord, które MicroChip miał przekazać prowadzącemu. Zarówno Posobiec, jak i znany już mediom wcześniej MicroChip, mają opinię internetowych trolli. Q odniósł się do wywiadu w przekazie datowanym na 7 września, podając link do materiału wskazującego, jak można fałszować dzienniki Discord.
23 lipca 2019 roku komitet PAC „MAGA Coalition” wniósł do sądu federalnego o ustalenie tożsamości Q w celu podjęcia kroków prawnych związanych ze zniesławieniem komitetu, czego miał dopuścić się Q w jednej ze swoich wiadomości.
22 września 2020 stacja telewizyjna ABC News opublikowała w swoim serwisie w dziale politycznym artykuł poświęcony tożsamości Q. Według dziennikarza śledczego, który jest autorem artykułu, prawdopodobnie za osobą Q stoją dwie osoby: James Arthur Watkins oraz jego syn Ronald Watkins, obaj będący głównymi administratorami serwisów 8chan oraz 8kun, na łamach których Q opublikował swoje wiadomości.
Serwis internetowy Daily Dot zajmujący się tematyką kultury internetowej wymienia i omawia kilka najpopularniejszych hipotez, według których Q może być:
- wysoki rangą urzędnik administracji posiadający poświadczenie bezpieczeństwa typu Q używane w Departamencie Energii Stanów Zjednoczonych dające szeroki dostęp do ściśle tajnych informacji lub równoważne – jest to hipoteza oparta na informacjach podanych przez samego Q, który nazywa siebie „patriotą o poświadczeniu Q”[16], aczkolwiek wskazuje, że to tylko symboliczne ukazanie stopnia dostępu[17];
- prezydent Donald Trump – hipoteza ta opiera się na rzekomych licznych zgodnościach między wiadomościami Q a publikacjami Donalda Trumpa na jego oficjalnym profilu na Twitterze;
- grupa osób z otoczenia prezydenta Donalda Trumpa – hipoteza oparta na tym, że Q często pisze o sobie w liczbie mnogiej („my”), a wiadomości zdają się przejawiać wyraźnie różne style mogące odpowiadać różnym osobom;
- członek wojskowego wywiadu służący bliżej nieokreślonej grupie generałów, która miała pierwotnie namówić Donalda Trumpa do kandydowania na urząd prezydenta – hipoteza odnosi się do rzekomych tajnych informacji, które pozyskał amerykański komentator polityczny i twórca teorii spiskowych, Jerome Corsi;
- Thomas Drake, były pracownik National Security Agency, przedstawiciel najwyższego szczebla zarządzania;
- Cicada 3301, tajemnicza organizacja podejrzewana o rekrutowanie ludzi do National Security Agency;
- zbiór różnych, być może zupełnie niezwiązanych ze sobą osób, które podszywają się pod Q w ramach internetowej mistyfikacji zwanej trollingiem albo LARP.

Wśród niektórych zwolenników Q istnieje przekonanie, że Q to John F. Kennedy Jr., syn prezydenta Johna F. Kennedy’ego, który upozorował własną śmierć, aby potajemnie z Donaldem Trumpem zaplanować i przeprowadzić ostateczną walkę z korupcją, aczkolwiek Q jednoznacznie zaprzeczył, jakoby Kennedy Jr. miał wciąż żyć.
Portal Wikileaks skłania się ku tezie, że QAnon to operacja psychologiczna mająca na celu sterowanie prawicowo zorientowanym elektoratem w celu wsparcia ówczesnej administracji oraz celów politycznych takich jak obalenie władzy w Iranie. W odpowiedzi Q stwierdził, że Wikileaks zostało przejęte przez służby specjalne USA.
Q twierdzi, że jego tożsamość zna mniej niż 10 osób w administracji Donalda Trumpa.
Zwolennicy Q zwracają uwagę, że National Security Agency, działając przeciwko Edwardowi Snowdenowi, miała grupę nazwaną „Q Group”.

## Przekaz

### Styl przekazu
Wiadomości zamieszczane przez Q mają kilka charakterystycznych postaci. Czasami tekst jest zwyczajny i choć przyjmuje formę zwięzłych komunikatów, zawiera wiele skrótów oraz niejasnych i niejednoznacznych wyrażeń. Wiadomości składają się także niekiedy z długiej serii pytań, które niczym metoda sokratyczna mają prowadzić odbiorców do konkretnych wniosków, zmuszać ich do łączenia faktów. Wraz z upływem czasu Q zaczął coraz mocniej wprowadzać rodzaj swoistego kodu komunikacyjnego, co sprawiło, że jego dalsze wiadomości wyglądają na zaszyfrowane. Często też w tekście umieszczone są dodatkowe informacje ukryte w postaci kalamburów czy w specjalnym układzie znaków. Pozostawia to duże pole do ich interpretacji, które czasami Q potwierdza lub im zaprzecza.
Krytycy teorii spiskowych opartych na wiadomościach pochodzących od Q wskazują, że styl przekazu zachęca zwolenników do zbiorowego dopowiadania sobie treści, wypełniania luk i doszukiwania się sensu, podczas gdy osoby podające się za Q mogą działać w ramach internetowej mistyfikacji zwanej trollingiem albo Live action role-playing.

### Charakterystyczne elementy przekazu
Jakkolwiek Q przekazuje informacje obejmujące wiele tematów, pewne wątki zdają się być kluczowe i jako takie są komentowane w mediach:
- administracja Donalda Trumpa wspierana przez Siły Zbrojne Stanów Zjednoczonych ma z sukcesem toczyć walkę z tajemniczą ogólnoświatową rozproszoną grupą przestępczą (określane deep state), korumpującą i podporządkowującą sobie instytucje państwowe Stanów Zjednoczonych Ameryki oraz innych państw świata – owa grupa zasadniczo jest już pokonana, przeprowadzany jest jej stopniowy globalny demontaż;
- skorumpowani politycy, wysokiej rangi urzędnicy i celebryci zniewoleni w drodze szantażu lub skorumpowani przez ową grupę przestępczą mają brać udział w przemycie ludzi i seksualnym wykorzystywaniu dzieci, a niektórzy mają odprawiać satanistyczne rytuały powiązane ze składaniem ofiar z ludzi[1][4][5][27];
- wiele skorumpowanych osób miało zostać już osądzanych, aresztowanych albo też założono im na nogi opaski systemu dozoru elektronicznego[4][28], a na wiele osób wciąż czeka odroczonych kilkadziesiąt tysięcy zapieczętowanych aktów oskarżenia, które mają być otwierane stopniowo wraz z oczyszczaniem wymiaru sprawiedliwości z korupcji[27];
- tzw. akta Steele’a, które miały wskazywać na to, że Donald Trump w trakcie wyborów prezydenckich w 2016 roku miałby działać w zmowie z Rosją, mają być fabrykacją stworzoną na zamówienie Hillary Clinton i Baracka Obamy[4];
- pomimo tego, że przeciwnicy polityczni Donalda Trumpa mieliby chcieć fałszywie udowodnić mu zmowę z Rosją, on sam miałby świadomie, celowo pozorować tak swoje działania w trakcie wyborów prezydenckich w 2016 roku jakby rzeczywiście taka zmowa miała miejsce, aby móc później pod wpływem opinii publicznej i oskarżeń przeciwników politycznych powołać specjalnego doradcę Roberta Muellera do zbadania tej zmowy, a który w rzeczywistości nie prowadzi śledztwa wobec jego osoby, ale wobec Hillary Clinton i osób z jej otoczenia[3][28][29][26];
- Donald Trump ma być w posiadaniu oryginalnego, niezredagowanego raportu Inspektora Generalnego dotyczącego działań Federalnego Biura Śledczego i Departamentu Sprawiedliwości w sprawie wyborów prezydenckich w 2016 roku w trakcie których odkryto, że Hillary Clinton używała swojego prywatnego serwera pocztowego do prowadzenia oficjalnej, urzędowej korespondencji (co było przekroczeniem wielu obowiązujących reguł bezpieczeństwa) i ma być gotów go ujawnić, co ma mieć druzgocące skutki dla Partii Demokratycznej[26];
- rząd Korei Północnej miał być marionetką w ręku Centralnej Agencji Wywiadowczej, która sama w wyniku wewnętrznego skorumpowania służyła ogólnoświatowej grupie przestępczej[28];
- rzekomą prawdziwą przyczyną śmierci senatora Johna McCaina, uważanego przez zwolenników Q za członka przestępczej elity, miała być tajna egzekucja, a nie rak mózgu[30][31];
- rząd USA ma odpowiadać za stworzenie AIDS[32];
- Angela Merkel ma być wnuczką Adolfa Hitlera[33];
- Tom Hanks ma być pedofilem[33];

Dodatkowo, media jako charakterystyczne, ale niekluczowe elementy przekazu wskazują, że według Q:
- strzelanina w Las Vegas w 2017 roku miała być wynikiem przestępczych układów pomiędzy Billem Clintonem, Hillary Clinton a rządem Arabii Saudyjskiej[1][4];
- Julian Assange w 2018 roku miał nie znajdować się już w londyńskiej ambasadzie Ekwadoru[20];
- przestępcza grupa miała próbować zestrzelić samolot prezydencki z Donaldem Trumpem na pokładzie, aby powstrzymać rozmowy pokojowe z Koreą Północną[27].

### Informacje dotyczące Polski
Jakkolwiek Q często wypowiada się na temat zarówno sojuszników, jak i wrogów Stanów Zjednoczonych, to Polska pojawiła się tylko raz w jego przekazach.
Według Q Narodowy Bank Polski jest kontrolowany przez Rothschildów, którzy stanowią główną rodzinę kierującą organizacją przestępczą z którą walczy administracja Donalda Trumpa.

### Repozytoria przekazu
Serwisy internetowe, w których Q publikuje, nie posiadają mechanizmów przechowywania treści ani porządkowania ich w łatwy do obsługi sposób. Stąd zwolennicy Q, częściowo zachęcani przez samego Q, opracowali system numeracji kolejnych wiadomości oraz zbudowali ich internetowe archiwa opatrzone mechanizmami wyszukiwania i adnotacji. Oprócz nich powstały rozmaite kompilacje materiałów do postaci elektronicznych książek i wizualnych przewodników oraz aplikacje mobilne.
Oprócz archiwów samego przekazu oddzielnie powstały serwisy internetowe i opracowania zbierające dowody prawdziwości wiadomości przekazywanych przez Q.

### Potwierdzenia autentyczności
Q na różne sposoby ma rzekomo potwierdzać swoją własną autentyczność ukazując, że wciąż jest tą samą osobą o tym samym poziomie dostępu. Wśród tych sposobów znajduje się m.in. publikowanie zdjęć, które jakoby mógłby wykonać jedynie ktoś z bezpośredniego otoczenia prezydenta Donalda Trumpa, dokonywanie predykcji co do wydarzeń politycznych, społecznych, ale też i aktów przemocy (przeprowadzanych odwetowo przez grupę przestępczą zwalczaną przez administrację Trumpa) czy rzekome tworzenie tzw. krzyżowych publikacji w połączeniu z tweetami prezydenta Donalda Trumpa, osób z jego otoczenia i instytucji mu podległych.
Serwis internetowy Daily Dot zajmujący się kulturą internetową wskazuje na to, że wiele predykcji dużych, istotnych zdarzeń takich jak masowe areszty wysoko postawionych osób czy rezygnacje prezesów znaczących firm nie spełniło się a spełnienie wielu pomniejszych predykcji bywa kwestią luźnej interpretacji (np. zamieszczoną w kwietniu 2018 predykcję „Papież będzie miał okropny maj” można rozumieć jako odniesienie do mającej miejsce w maju 2018 bezprecedensowej rezygnacji wszystkich chilijskich biskupów w wyniku skandalu pedofilii). Wiele predykcji nie jest też ściśle określonych w czasie, nie wiadomo do którego miesiąca albo roku się odnoszą.
Niektóre media bardzo ostrożnie wskazują na to, że niewielka liczba predykcji sprawdziła się, nie wymieniając ich jednak.
W okresie publikowania wiadomości przez Q media ujawniły stosowanie kodowanych tweetów przez National Security Agency do prowadzenia ukrytej komunikacji i potwierdzania autentyczności podczas operacji odkupienia skradzionego oprogramowania i materiałów mających obciążać Prezydenta Stanów Zjednoczonych Ameryki Donalda Trumpa od rosyjskiego wywiadu.
14 października 2019 roku w wywiadzie radiowym amerykański emerytowany generał Paul Vallely na pytanie o to kim jest Q odpowiedział, że to osoba korzystająca z informacji zbieranych przez Intelligence Support Activity, co zostało odebrane przez niektórych zwolenników Q jako potwierdzenie jego autentycznego dostępu do danych wywiadowczych podczas gdy sceptycy wskazywali na przeszłość Vallely’ego powiązaną z niejawnymi operacjami 7th Psychological Operations Group oraz deklaracjami podjęcia się przewodnictwa wojskowego przewrotu przeciwko administracji Baracka Obamy sugerując, że Q jest operacją psychologiczną mającą na celu zabezpieczenie poparcia dla administracji Donalda Trumpa.

## Ruch społeczny

### Zwolennicy
Wokół ujawnianych przez Q informacji i ich interpretacji rozwinął się ruch społeczny rozproszony po wielu serwisach internetowych, z których najbardziej znane i do których w swoich wiadomościach bezpośrednio odnosi się sam Q, to Q Research Group w serwisie 8kun (wcześniej znanym jako 8chan, przemianowanym po oskarżeniu o współodpowiedzialność za zamach w Christchurch) oraz grupa QAnon Follow The White Rabbit w serwisie Facebook. Bardzo aktywna społeczność w sewisie Reddit mająca w szczytowym okresie ponad 71 tysięcy subskrybentów, została dyscyplinarnie zamknięta przez administratorów serwisu we wrześniu 2018. Członkowie tych społeczności są bardzo aktywni, tworzone przez nich liczne materiały propagandowe i edukacyjne mają oglądalność mierzoną w setkach tysięcy wyświetleń. Jakkolwiek członkowie ruchu sami szacują własną populację na „milion”, to gazeta Suedeutsche Zeitung na bardziej prawdopodobne wskazała w sierpniu 2018 kilkadziesiąt tysięcy.
Wraz z upływem czasu pojawiły się społeczności zwolenników spoza USA. Przykładem ugrupowania odnotowanego przez media jest „QEurope”, które zostało odnotowane przez media jako propagujące konspiracyjne teorie dotyczące pożaru Katedry Notre-Dame.
Członkowie ruchu wykształcili swoją wewnętrzną terminologię, rozpoznawcze hasła i zawołania. Głównym sloganem i hasłem rozpoznawczym jest „Where we go one, we go all” („Gdzie idziemy, idziemy wszyscy”) stosowane często w formie skrótu WWG1WGA, pochodzącym z filmu katastroficznego Sztorm. Wzorem Q, który niejednokrotnie posługuje się chrześcijańskimi cytatami i odniesieniami, pozdrawiają się hasłem „Godspeed” („Z Bożym błogosławieństwem”) a ziszczenie się planów opisywanych przez Q nazywają Wielkim Przebudzeniem.
Społeczność zorganizowana najbliżej serwisów, w których publikuje Q, samoczynnie przyjęła pewną wewnętrzną strukturę: osoby zajmujące się dekodowaniem publikacji Q nazywane są „autystami”, a osoby kompletujące zdekodowane informacje w gotowe przewodniki i zestawienia to „piekarze” (informacje uzyskiwane od Q nazywa się „okruchami” a informacje przetworzone przez „autystów” nazywa się „ciastem”). Społeczności bardziej odlegle i korzystające z serwisów pośredniczących w kolportowaniu informacji nazywają wiadomości od Q „zrzutami” (ang. drops) a przestępczą sieć, z którą Donald Trump toczy ukrytą wojnę, nazywają koterią (ang. cabal).
Jako że ujawniane przez Q informacje często stawiają znanych polityków, celebrytów i biznesmenów w bardzo złym świetle, co budzić może gwałtowne reakcje wśród członków ruchu, odnotowano kilka potencjalnie groźnych incydentów z ich udziałem:
- 15 czerwca 2018 mężczyzna uzbrojony w karabin i pistolet zablokował ruch uliczny opancerzoną ciężarówką na trasie przy Zaporze Hoovera żądając ujawnienia oryginalnej wersji raportu Biura Inspektora Generalnego, który według Q został poddany licznym redakcjom, aby ukryć korupcję urzędników[26][43],
- grupa uzbrojonych osób wtargnęła do ośrodka dla bezdomnych uważając, że jest to kryjówka kartelu handlującego dziećmi[43].

Społeczności zwolenników Q bywają źródłem teorii konspiracyjnych przez media oddzielonych od przekazu samego Q i czasami niezgodnych ze sobą np. że pandemia koronawirusa SARS-Cov-2 jest sztucznie wywołana przez Billa Gatesa, aby ten mógł się na niej wzbogacić, ale też że pandemia ma być mistyfikacją pomocniczą dla Donalda Trumpa, aby podczas ogólnospołecznej izolacji mógł on przeprowadzić swój plan przywrócenia ładu na świecie lub jest to rzekomo przykrywką niechybnego upadku ekonomicznego dla Banku Światowego spowodowanego zadłużeniem Ameryki i wielu innych krajów, które od 2000 roku drastycznie wzrosło powodując znaczny wzrost bezrobocia i przeniesieniem produkcji dóbr do Chin albo też że „koronawirus został przygotowany przez tajny rząd, a przed zachorowaniem można się uchronić pijąc wybielacz”.
Znane osoby propagujące przekaz Q: piosenkarka Dorota „Doda” Rabczewska, raper i aktor Marcin „Kali” Gutkowski. Jeden z klipów muzycznych Aleksandra Milwiw-Barona, wieloletniego trenera muzycznego w telewizyjnym programie The Voice of Poland, zawiera treści charakterystyczne dla ruchu zwolenników Q oraz kończy się hasłem „QAnon”.

### Sceptycy
Wraz z rozwojem ruchu zwolenników Q zaczął rozwijać się ruch sceptyków tez Q, którzy drobiazgowo notują każdy fakt wskazujący na to, że Q jest oszustem, katalogują niespełnione przepowiednie, przedstawiają potencjalne taktyki oszustwa i zwodzenia ludzi (manipulację), którymi Q się posługuje. Najbardziej znanym forum sceptyków jest r/Qult_Headquarters w serwisie Reddit.

## Odbiór
1 lutego 2018 roku magazyn Newsweek określił QAnon oraz The Storm „najszybciej rozprzestrzeniającą się i najbardziej wszechogarniającą w świecie prawicową teorią spiskową” oraz „największym fake newsem 2018 roku”.
6 kwietnia 2018 roku New York Times nazwał QAnon teorią spiskową oraz określił jako „ogromną, wiecznie mutującą fantazję na temat prezydentury Trumpa”, która ukazuje „do jakiego stopnia niektórzy zwolennicy Trumpa przekonują samych siebie, że jego prezydentura idzie dobrze”.
28 czerwca 2018 roku magazyn Time umieścił Q na liście 25 najbardziej wpływowych osób w Internecie.
2 lipca 2018 roku The Epoch Times napisał, że „główne serwisy informacyjne określiły Q jako teorię spiskową, ale ciągły atak anty-Trumpowych artykułów i wiadomości zniszczył wiarygodność tych serwisów wśród odbiorców Q” oraz że „jeżeli publikacje Q są prawdziwe, wówczas mogą wskazywać, że administracja Trumpa ustanowiła alternatywny kanał, aby komunikować się ze swoimi zwolennikami, omijając serwisy informacyjne i media społecznościowe”.
7 lipca 2018 roku serwis The Daily Beast zamieścił opinię prof. Josepha Uscinskiego, amerykańskiego badacza politycznych teorii konspiracyjnych, który zauważa, że teoria propagowana przez Q jest nietypowa, ponieważ „oferuje Republikanom alternatywną wizję świata, gdy już kontrolują prawie cały rząd” a zazwyczaj „teorie spiskowe są dla przegranych”.
Po 31 lipca 2018 roku, gdy odbył się wiec Donalda Trumpa w Tampa na Florydzie, na którym pojawiło się wielu przedstawicieli ruchu społecznego skupionego wokół Q i jego przekazów, głównie media zarówno Stanów Zjednoczonych, jak i wielu państw świata pisały o Q i ruchu społecznym stosując określenia takie jak „najbardziej zwariowana teoria konspiracyjna” oraz „obłąkana sekta”. Sam dziennik Washington Post o zasięgu krajowym w ciągu tygodnia od wiecu opublikował około 15 artykułów. Następnego dnia, podczas spotkania z rzecznikiem prasowym Białego Domu padło pytanie o stosunek Donalda Trumpa do tego ruchu oraz ruchu „Czarni dla Trumpa”, na co rzecznik, Sarah Sanders, odpowiedziała wymijająco, że prezydent Trump nie popiera ugrupowań stosujących i promujących przemoc.
2 sierpnia 2018 roku, na fali publikacji po wiecu Donalda Trumpa, po raz pierwszy o QAnon napisano w polskich mediach: serwis Wiadomości WP zamieścił artykuł omawiający kim jest Q i jakie teorie konspiracyjne są budowane wokół jego postaci i przekazu, nazywając je „najbardziej zwariowanymi”. Wskazano także na możliwość podsycania tych teorii przez Rosjan, aby „siać jeszcze większy zamęt w głowach amerykańskich wyborców”.
5 sierpnia 2018 roku gazeta „Jerusalem Post” opublikowała krótki artykuł udzielający odpowiedzi na pytanie, czy teorie konspiracyjne budowane wokół przekazu Q są antyżydowskie: według autora artykułu nie są one takie same w sobie, ale poprzez niejasną naturę przekazów Q, częste przywoływanie postaci o żydowskich korzeniach takich jak George Soros, rodzina Rothschild oraz przywoływanie motywów analogicznych do dawnych antyżydowskich mniemań (np. porywania dzieci jako analogia do oskarżeń żydów o mord rytualny) mogą się takie stać z upływem czasu.
30 sierpnia 2018 serwis Wpolityce.pl poświęcił artykuł Liz Crokin, amerykańskiej dziennikarce, w kontekście jej bycia zwolenniczką Q, aby zauważyć, że jej przypadek „ilustruje nowe zjawisko”, którym jest przebijanie się do tej pory marginalnych teorii konspiracyjnych na obrzeża głównego nurtu polityki oraz mediów. Dodatkowo, podkreślone zostaje, że L.Crokin nie reprezentuje skrajnej opcji politycznej.
12 września 2018 administratorzy Reddit dyscyplinarnie zamknęli największe forum internetowe zwolenników Q, co zostało niemal natychmiast opisane przez wiele mediów głównego nurtu. Nie jest to pierwsze zamknięcie forum zwolenników w tym serwisie, ale pierwsze, któremu poświęcono tak dużą uwagę mediów, co ukazuje do jakiego stopnia ruch jest odbierany jako znaczący społecznie i politycznie.
5 marca 2019 serwis informacyjny NBC News poświęcił artykuł niespodziewanej popularności książki „QAnon: An Invitation to the Great Awakening” (tłum. QAnon: Zaproszenie do Wielkiego Przebudzenia) w rankingu największej amerykańskiej księgarni internetowej, Amazon – książka znalazła się wśród 75 najlepiej sprzedających się publikacji zajmując dziewiątą pozycję w rankingu książek o polityce oraz pozycję pierwszą w rankingu książek o tematyce cenzury.
W maju 2020 Facebook podjął działania cenzurujące wobec licznych społeczności związanych z ruchem Q w związku z rozpowszechnianiem fałszywych informacji na temat epidemii COVID-19. Ruch Q został zaliczony do „skoordynowanych kampanii, które mają na celu manipulowanie debatą publiczną”.